# Sint-Petruskerk (Puttershoek)
De Sint-Petruskerk is een hulpkerk voor de Oud-Beijerlandse Antonius van Paduakerk, in Puttershoek. Beide liggen in het bisdom Rotterdam en zijn lid van de parochie De Heilige Familie. 

## Geschiedenis
Toen in 1912 de suikerfabriek in Puttershoek gebouwd werd, kwamen er veel rooms-katholieke Brabantse arbeiders werken in de fabriek. Een jaar later werd een klein gedeelte van de smederij omgebouwd tot een klein kerkje. Dit kerkje werd in 1966 vervangen door de huidige Sint-Petruskerk aan de Nassaulaan.